# Metanarrativa
Una metanarrativa, metarrelato o macrorrelato (o, también en plural grandes narrativas o grandes relatos) es, en el contexto de la teoría crítica y el posmodernismo, «un esquema de cultura narrativa global o totalizador que organiza y explica conocimientos y experiencias», según explica Stephens.
El prefijo meta significa «más allá», y una narrativa es una historia. La metanarrativa será, por tanto, una historia más allá de la historia, que es capaz de abarcar otros «pequeños relatos» en su interior, dentro de esquemas abarcadores, totalizadores, trascendentes o universalizadores.
Según el planteamiento crítico de la metanarrativa propuesto por Lyotard, los metarrelatos son asumidos como discursos totalizantes y multiabarcadores, en los que se asume la comprensión de hechos de carácter científico, histórico, religioso y social de forma absolutista, pretendiendo dar respuesta y solución a toda contingencia.
Un ejemplo recurrente, que remite constantemente a este sistema de interpretación sistematizado y totalizante, es el propuesto por Hegel.
La ciencia occidental, nemotécnica, taxonomista, empirista y utilitaria, que ha asumido una supuesta soberanía en torno a su razón, pretendidamente neutra, rigurosa y universal, es otro claro ejemplo de metarrelato, que incluso podría definirse como un meta-metarrelato que involucra a su vez metarrelatos particulares que contemplan el mundo y las esencias de las cosas desde posiciones independientes, ofreciendo sorprendentes soluciones a los interminables problemas humanos, y que en la actualidad algunos piensan que está en crisis, e incluso en varios sectores intelectuales es identificada como uno más de los mitos modernos.
Sin embargo, el uso de calificativos como «ciencia occidental», basándose de manera exclusiva en el enfoque crítico de Lyotard, evidencia la aplicación de consideraciones provenientes de una metanarrativa y por lo tanto se contradice a sí mismo al intentar crear una visión absolutista, sistematizada y totalizante como trascendente y universalizadora de toda metanarrativa.
El análisis de Lyotard de la condición postmoderna ha sido criticado por ser internamente inconsistente. Por ejemplo, pensadores como Alex Callinicos y Jürgen Habermas argumentan que la descripción de Lyotard del mundo postmoderno, como contenedor de una «incredulidad hacia las metanarrativas», puede ser vista como una narrativa por sí misma.